# Anand Satyanand
Anand Satyanand (22 de julio de 1944) fue el Gobernador General de Nueva Zelanda. Previamente había trabajado como abogado, juez y defensor del pueblo. Tiene ascendencia fiyiana y se convirtió en el primer católico en el puesto de Gobernador.
Sustituyó a Silvia Cartwright como Gobernador General el 23 de agosto de 2006. Fue nombrado por la reina Isabel II, con el visto bueno de la primera ministra Helen Clark y del Parlamento neozelandés. Tuvo una participación activa como mediador antes del Golpe de Estado en Fiyi de 2006. Reunió el 30 de noviembre al primer ministro de Fiyi, Laisenia Qarase, con el comodoro Frank Bainimarama en Wellington intentando solucionar el conflicto, aunque no estuvo presente en la reunión que presidió el ministro de Exteriores Winston Peters.